# Jakob Kuhn
Jakob Kuhn, detto Köbi (Zurigo, 12 ottobre 1943 – Zollikon, 26 novembre 2019), è stato un allenatore di calcio e calciatore svizzero, di ruolo centrocampista. È stato commissario tecnico della nazionale svizzera dal 2001 al 2008.

## Carriera

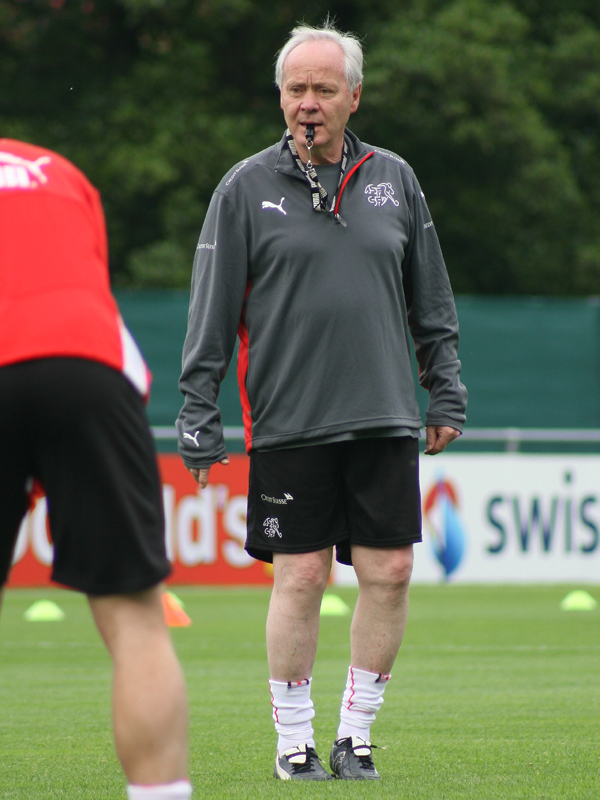
Kuhn durante gli Europei 2008

Ha trascorso pressoché tutta la sua carriera da giocatore nel Zurigo e ha presenziato 63 volte nelle partite della nazionale elvetica.
Dopo il suo ritiro dall'attività agonistica, è stato allenatore di varie selezioni elvetiche, guidando dapprima la nazionale Under-21 e, dal giugno del 2001, ricoprendo l'incarico di commissario tecnico della nazionale maggiore, subentrando ad Enzo Trossero. Ha raggiunto traguardi significativi, qualificando la squadra al campionato d'Europa del 2004 e al campionato del mondo del 2006.
Il 2 giugno 2008, cinque giorni prima dell'inizio del campionato europeo, la moglie Alice, ebbe una crisi epilettica, a seguito della quale dovette essere ricoverata a Basilea, nel reparto di terapia intensiva e in stato di coma farmacologicamente indotto. Il 7 giugno, alla partita inaugurale fra la Svizzera e la Repubblica Ceca, Kuhn era al suo posto, sulla panchina della nazionale.
Il 15 giugno 2008 ha diretto per l'ultima volta la nazionale nella partita contro il Portogallo, vinta per 2-0 (doppietta di Hakan Yakın). Il suo successore alla guida della selezione elvetica è stato Ottmar Hitzfeld.
In totale ha allenato la nazionale in 73 partite internazionali, ottenendo 32 vittorie, 18 pareggi e 23 sconfitte. In queste partite sono stati segnati 111 gol e ne sono stati subiti 88.

## Palmarès

### Giocatore

#### Club
- Campionato svizzero: 6

Zurigo:1963, 1966, 1968, 1974, 1975, 1976
- Coppa Svizzera: 5

Zurigo:1965-66, 1969-70, 1971-72, 1972-73, 1975-76

#### Individuale
- Calciatore svizzero dell'anno: 1

1976